# 篠田和久
篠田 和久（しのだ かずひさ、1946年11月15日 - 2015年7月26日）は、日本の実業家、王子ホールディングス（旧王子製紙）代表取締役社長・会長、日本経団連副会長、日本製紙連合会会長を歴任。

## 人物
岐阜県多治見市出身。岐阜県立多治見北高等学校を経て、1969年に一橋大学法学部を卒業し、王子製紙に入社。1995年苫小牧工場管理部長、1999年苫小牧工場長代理、2001年執行役員関連事業本部長、2003年常務執行役員経営管理本部長、2005年常務取締役兼パン・パック・フォレスト・プロダクツ・リミテッド会長を歴任。
2006年王子製紙代表取締役社長に就任。同年野村證券企業情報部との検討を経て、北越製紙株の株式公開買付けを行った。しかし北越製紙は三菱商事を引受人として303億円の第三者割当増資を実施し三菱商事は北越製紙株の24.4%を取得。また日本製紙グループ本社が北越製紙株を市場で8パーセント買い集め、三菱商事及び日本製紙グループ本社が保有する株式は、株主総会で拒否権を行使できる約3分の1となり、篠田は記者会見で買収失敗を認めた。この買収劇は、日本初の大企業同士による敵対的TOBとして注目された。その後、北越製紙の筆頭株主となった三菱商事は、王子製紙、日本製紙に次ぐ第三極を作るための再編計画に三菱製紙を参加させるものとみられていたが、2007年王子製紙と三菱製紙が提携し、三菱商事が牽制されるかたちとなった。2008年TOBの助言をした野村證券M&A部門の元社員が、インサイダー取引で逮捕された。王子製紙の北越製紙に対する敵対的TOBにおいてもインサイダー取引があったとされ、篠田は会見で「証券会社で企業情報に携わる人たちがインサイダー取引をおこなうのは絶対に許し難い」と述べ、野村證券との通常取引を見合わせることを明らかにした。
事業のグローバル化も進め、需要の増加が見込まれる中国市場への参入強化のため、2007年に中華人民共和国政府の認可を受け、江蘇省南通市の合弁会社・江蘇王子製紙の、揚子江に専用埠頭を備える大型工場の建設に着手。2010年には南通工場の操業を開始。内需冷え込みに対応し、中国市場での事業拡大を行った。
2012年王子製紙代表取締役会長に就任。2015年健康上の理由により会長を退任、特命事項担当取締役に就任。この他2010年から日本製紙連合会会長、日本経済団体連合会評議員会副議長、2012年日本経済団体連合会副会長。岐阜県人会理事なども務めた。
2015年7月26日に原発不明がんのため死去した。68歳没。